# Chenopodium hederiforme
Chenopodium hederiforme là loài thực vật có hoa thuộc họ Dền. Loài này được (Murr) Aellen mô tả khoa học đầu tiên năm 1928.